# Station Rynkowo Wiadukt
Station Rynkowo Wiadukt is een spoorwegstation in de Poolse plaats Bydgoszcz.